# Бернар Куртоа
Бернар Куртоа (1777 – 1838) е роден в град Дижон, Франция. Той е химик технолог и фармацевт и се занимава с производството на поташ и калиева селитра. За целта използва пепел от изгаряне на морски водорасли, чийто разтвор обработва със сярна киселина.